# Bismarckjuveltrast
Bismarckjuveltrast (Erythropitta novaehibernicae) är en fågel i familjen juveltrastar inom ordningen tättingar.

## Utbredning och systematik
Den förekommer i Bismarckarkipelagen och delas in i fyra underarter med följande utbredning:
- Erythropitta novaehibernicae extima – New Hanover
- Erythropitta novaehibernicae novaehibernicae – New Ireland

Erythropitta splendida och Erythropitta gazellae (officiella svenska trivialnamn saknas) inkluderas ofta i arten. Tidigare behandlades bismarckjuveltrasten som del av Erythropitta erythrogaster och vissa gör det fortfarande.

## Status
IUCN kategoriserar arten som livskraftig.